# دمبوس
دمبوس (به لاتین: Dembos) یک منطقهٔ مسکونی در آنگولا است که در استان بنگو واقع شده‌است. دمبوس ۳۰٬۰۵۸ نفر جمعیت دارد.